# Africa Day
Africa Day (Afrikadag, voorheen Afrikaanse Vrijheidsdag en Afrikaanse Bevrijdingsdag) is de jaarlijkse herdenking van de oprichting van de Organisatie voor Afrikaanse Eenheid op 25 mei 1963. Het wordt gevierd in verschillende landen op het Afrikaanse continent en over de hele wereld. Op 9 juli 2002 werd de organisatie vervangen door de Afrikaanse Unie, maar de feestdag wordt nog steeds op 25 mei gevierd.

## Achtergrond
Het eerste congres van onafhankelijke Afrikaanse staten werd gehouden op 15 april 1958 in Accra, Ghana. De bijeenkomst werd bijeengeroepen door de premier van Ghana, Dr. Kwame Nkrumah en bestond uit vertegenwoordigers van Egypte (destijds een onderdeel van de Verenigde Arabische Republiek), Ethiopië, Liberia, Libië, Marokko, Soedan, Tunesië, de Unie van de Volkeren van Kameroen en het gastland Ghana. De Unie van Zuid-Afrika was niet uitgenodigd. Tijdens de conferentie werd de voortgang van de bevrijdingsbewegingen op het Afrikaanse continent belicht en werd de vastberadenheid van de Afrikaanse bevolking om zich te bevrijden van buitenlandse overheersing en uitbuiting gesymboliseerd. Hoewel het Pan-Afrikaanse Congres al sinds zijn oprichting naar soortgelijke doelen streefde, was dit de eerste keer dat een dergelijke bijeenkomst op Afrikaanse bodem plaatsvond.
De conferentie riep op tot het instellen van een Afrikaanse Vrijheidsdag, een dag om ‘... elk jaar de vooruitgang van de bevrijdingsbeweging te markeren en de vastberadenheid van het Afrikaanse volk te symboliseren om zichzelf te bevrijden van buitenlandse overheersing en uitbuiting’.
De conferentie legde de basis voor de daaropvolgende bijeenkomsten van Afrikaanse staatshoofden en regeringsleiders tijdens het tijdperk van de Casablancagroep en de Monroviagroep tot aan de oprichting van de Organisatie voor Afrikaanse Eenheid (OAE) in 1963.

## Geschiedenis
Vijf jaar later, op 25 mei 1963, kwamen vertegenwoordigers van dertig Afrikaanse landen bijeen in Addis Abeba, Ethiopië, onder leiding van keizer Haile Selassie. Tegen die tijd was meer dan twee derde van het continent onafhankelijk geworden, grotendeels van imperialistische Europese staten. Tijdens deze bijeenkomst werd de Organisatie voor Afrikaanse Eenheid opgericht, met als eerste doel het bevorderen van de dekolonisatie van Angola, Mozambique, Zuid-Afrika en Zuid-Rhodesië. De organisatie beloofde het werk van vrijheidsstrijders te steunen en de toegang van het leger tot koloniale landen te ontzeggen. Er werd een handvest opgesteld met als doel de levensstandaard in de lidstaten te verbeteren. Selassie riep uit: ‘Moge deze conventie van eenheid duizend jaar duren’.
Het charter werd op 26 mei door alle aanwezigen ondertekend, met uitzondering van Marokko.{{Efn }} Tijdens die bijeenkomst werd de Afrikaanse Vrijheidsdag (African Freedom Day) omgedoopt tot Afrikaanse Bevrijdingsdag (African Liberation Day). In 2002 werd de OAE vervangen door de Afrikaanse Unie. De hernoemde viering van Africa Day wordt nog steeds op 25 mei gevierd, ter ere van de oprichting van de OAU.

## Hedendaagse vieringen
Africa Day wordt nog steeds gevierd in Afrika en over de hele wereld, meestal op 25 mei (hoewel deze vieringen in sommige gevallen over een periode van dagen of weken kunnen worden uitgesmeerd). Elk jaar worden er thema's vastgesteld voor de Africa Day. Zo was 2015 het 'Jaar van de empowerment van vrouwen en de ontwikkeling op weg naar "Agenda 2063" voor Afrika'. Tijdens een evenement in New York City in 2015 bracht de plaatsvervangend Secretaris-generaal van de Verenigde Naties, Jan Eliasson, een boodschap van secretaris-generaal Ban Ki-moon over, waarin hij zei: "Laten we... onze inspanningen intensiveren om de vrouwen in Afrika betere toegang te geven tot onderwijs, werk en gezondheidszorg en op die manier de transformatie van Afrika versnellen." De slogan van de viering van Africa Day 2023 was "Ons Afrika, onze toekomst". Het thema van de viering van Africa Day 2024 was 'Onderwijs geschikt voor de 21e eeuw' en voor 2025 was het thema 'Gerechtigheid voor Afrikanen en mensen van Afrikaanse afkomst door herstelbetalingen'.